# Mads Hermansen
Mads Hermansen (Odense, 11 luglio 2000) è un calciatore danese, portiere del West Ham Utd e della nazionale danese.

## Caratteristiche tecniche
Gioca come portiere abile palla al piede e reattivo tra i pali. Viene denominato come possibile erede di Kasper Schmeichel per la sua nazionale.

## Carriera

### Club

#### Gli inizi, Brondby
Cresciuto nel settore giovanile del Brøndby, debutta in prima squadra il 18 luglio 2021 in occasione dell'incontro di qualificazione per la Superligaen pareggiato 1-1 contro l'Aarhus. Gioca da titolare le due stagioni successive con la maglia del Brondby.

#### Leicester City
Il 18 Luglio 2023 diventa ufficiale il suo trasferimento al Leicester, con cui firma un contratto fino al 30 Giugno 2028
Nella stagione 2023-2024 è tra i protagonisti del Leicester di Enzo Maresca che vince la Championship e viene promosso in Premier League. Al termine della stagione 2024-2024, culminata con la retrocessione in Championship, svolge tutta la preparazione estiva prima di concludere la sua esperienza con le Foxes dopo 72 presenze complessive.

#### West Ham Utd
Il 9 agosto 2025 viene acquistato a titolo definitivo dal West Ham Utd.

### Nazionale
Dopo numerose presenze con le varie nazionali giovanili danesi nel 2021 ha partecipato agli Europei Under-21.
Nel marzo 2023 viene convocato per la prima volta in nazionale maggiore.
Viene convocato agli Europei 2024 come vice di Schmeichel.

## Statistiche
Statistiche aggiornate al 9 agosto 2025.

### Presenze e reti nei club
| Stagione              | Squadra               | Campionato            | Campionato | Campionato | Coppe nazionali | Coppe nazionali | Coppe nazionali | Coppe continentali | Coppe continentali | Coppe continentali | Altre coppe | Altre coppe | Altre coppe | Totale | Totale | Totale |
| Stagione              | Squadra               | Comp                  | Pres       | Reti       | Comp            | Pres            | Reti            | Comp               | Pres               | Reti               | Comp        | Pres        | Reti        | Pres   | Reti   |        |
| --------------------- | --------------------- | --------------------- | ---------- | ---------- | --------------- | --------------- | --------------- | ------------------ | ------------------ | ------------------ | ----------- | ----------- | ----------- | ------ | ------ | ------ |
| 2020-2021             | Brøndby               | SL                    | 0          | 0          | CD              | 1               | 0               | -                  | -                  | -                  | -           | -           | -           | 1      | 0      |        |
| 2021-2022             | Brøndby               | SL                    | 29         | -38        | CD              | 2               | -3              | UCL+UEL            | 2+5                | -4 + -9            | -           | -           | -           | 38     | -54    |        |
| 2022-2023             | Brøndby               | SL                    | 27         | -46        | CD              | 0               | 0               | UECL               | 4                  | -3                 | -           | -           | -           | 31     | -49    |        |
| Totale Brøndby        | Totale Brøndby        | Totale Brøndby        | 56         | -84        |                 | 3               | -3              |                    | 11                 | -16                |             | -           | -           | 70     | -103   |        |
| 2023-2024             | Leicester City        | FLC                   | 44         | -41        | FACup+CdL       | 0               | 0               | -                  | -                  | -                  | -           | -           | -           | 44     | -41    |        |
| 2024-2025             | Leicester City        | PL                    | 27         | -58        | FACup+CdL       | 1+0             | -2+0            | -                  | -                  | -                  | -           | -           | -           | 28     | -60    |        |
| Totale Leicester City | Totale Leicester City | Totale Leicester City | 71         | -99        |                 | 1               | -2              |                    | -                  | -                  |             | -           | -           | 72     | -101   |        |
| 2025-2026             | West Ham Utd          | PL                    | -          | -          | FACup+CdL       | -               | -               | -                  | -                  | -                  | -           | -           | -           | -      | -      |        |
| Totale carriera       | Totale carriera       | Totale carriera       | 127        | -183       |                 | 4               | -5              |                    | 11                 | -16                |             | -           | -           | 142    | -204   |        |

## Palmarès

### Club

#### Competizioni nazionali
- Campionato danese: 1

Brøndby: 2020-2021
- Football League Championship: 1

Leicester City: 2023-2024